# Орминдеа (Хунедоара)
Орминдеа (рум. Ormindea) насеље је у Румунији у округу Хунедоара у општини Бајица. Oпштина се налази на надморској висини од 320 m.

## Историја
Према државном шематизму православног клира Угарске, 1846. године је у месту записано 172 православне породице. При храму је служио парох поп Јован Поповић.

## Становништво
Према подацима из 2002. године у насељу је живело 577 становника, од којих су сви румунске националности.